# منطقه ریچموند آپون تیمز لندن
منطقه ریچموند آپون تیمز لندن (به انگلیسی: London Borough of Richmond upon Thames) یک منطقه در بریتانیا است که در لندن واقع شده‌است.
این منطقه ۵۷.۴۱ کیلومترمربع مساحت و ۱۸۰٬۱۰۰ نفر جمعیت دارد.

## خواهرخوانده
شهرهای کنستانتس و فونتنبلو خواهرخوانده‌های منطقه ریچموند آپون تیمز لندن هستند.